# Xanthoparmelia mutabilis
Xanthoparmelia mutabilis är en lavart som först beskrevs av Taylor, och fick sitt nu gällande namn av Hale. Xanthoparmelia mutabilis ingår i släktet Xanthoparmelia och familjen Parmeliaceae.   Inga underarter finns listade i Catalogue of Life.